# HK G41
Das G41 ist ein Sturmgewehr von Heckler & Koch, das ab 1979 bei der Bundeswehr erprobt wurde.
Es war als Ersatzwaffe gedacht, falls das für hülsenlose Munition eingerichtete G11 ein kommerzieller Fehlschlag werden sollte. Man versuchte, bei dieser Waffe möglichst viele Vorzüge bereits existierender Systeme in einem Projekt zusammenzufassen. Aufgrund der geänderten politischen Lage und des Preises (ca. 1.700 USD bei Großabnahme) wurden jedoch beide Projekte nicht verwirklicht.
Obwohl es dem HK33 ähnlich ist, weist das G41 einige wesentliche Unterschiede auf: Der Magazinschacht wurde so gestaltet, dass auch die für das amerikanische M16 verwendeten STANAG-Magazine benutzt werden konnten. Der Handschutz wurde ähnlich dem M16 vergrößert und annähernd dreieckig gestaltet. Ein abklappbarer Tragegriff wurde von der Konstruktion des FN FAL übernommen. Statt Zügen und Feldern wies der Lauf ein rechtsdrehendes, sechseckiges Polygonalprofil auf und war für die Patrone SS 109 optimiert (V0=910 m/s). Die zweite angebotene Laufvariante mit anderer Dralllänge war für die schnellere Patrone M193 eingerichtet (V0=945 m/s). Der Mündungsfeuerdämpfer verlängerte den Standardlauf auf 480 mm. Erstmals war es hier möglich, neben Einzel- und Dauerfeuer auch 3-Schuss-Feuerstöße zu wählen. War das Magazin leergeschossen, blieb der Verschluss offen.

## Modellvarianten
- G41    178 mm Drall-Länge, fester Kolben
- G41A1  305 mm Drall-Länge, fester Kolben
- G41A2  178 mm Drall-Länge, Metallschulterstütze
- G41A3  305 mm Drall-Länge, Metallschulterstütze
- G41K   Kurzversion des G 41 A2
- G41TGS mit HK 79 Granatwerfer